# Finanzierungsrisiko
Finanzierungsrisiko (englisch financial risk) ist im Finanzwesen die Gefahr, dass einem Wirtschaftssubjekt Finanzierungsinstrumente nicht, nicht im erwarteten Umfang oder nicht mehr zur Verfügung stehen und dadurch Zahlungsstörungen oder gar Insolvenz drohen.

## Allgemeines
Finanzierungsrisiken können bei allen Wirtschaftssubjekten vorkommen, so dass Privathaushalte, Unternehmen oder der Staat hiervon betroffen sein können. Ausgangspunkt für alle Wirtschaftssubjekte ist die Finanzplanung, die auch dafür sorgen soll, dass Finanzierungsrisiken nicht auftreten. Für alle Wirtschaftssubjekte gilt, dass sich ein hohes Finanzierungsrisiko in einem hohen Verschuldungsgrad ausdrückt und umgekehrt. Auch fehlende oder unzureichende Fristenkongruenz, fehlende Anschlussfinanzierung und ausbleibende Prolongation, Vorfinanzierung, Vollfinanzierung oder ungeeignete Finanzierungsinstrumente stellen ein Finanzierungsrisiko dar. Die Projektfinanzierung rechnet zudem Zinsänderungsrisiko, Kursrisiko (Wechselkursrisiko), Refinanzierungsrisiko und Inflationsrisiko zu den Finanzierungsrisiken.
Wegen der Eigenheiten jedes Wirtschaftssubjektes fallen die Finanzierungsrisiken teilweise unterschiedlich aus.

## Unternehmen
Durch die Wahl der richtigen Kapitalstruktur kann die Zahlungsfähigkeit langfristig gesichert, das Finanzierungsrisiko und die Kapitalkosten minimiert und der Unternehmenswert maximiert werden. Bei Unternehmensgründungen besteht gegenüber etablierten Unternehmen ein deutlich höheres Finanzierungsrisiko, da Unsicherheiten über die künftige Unternehmensentwicklung, Kapitalbedarf und Kapitaldienstfähigkeit oftmals einhergehen mit betriebswirtschaftlichen Defiziten des Gründers, mangelnder Eigenkapitalausstattung, Anfangsverlusten und fehlendem Kapitalmarktzugang. Auch Gesellschafter können beim Eigenkapital – insbesondere bei Familiengesellschaften – mit privaten finanziellen Engpässen zu Finanzierungsrisiken beitragen. Bei einer schuldenfreien Investition ({\displaystyle Fremdkapitalquote=0}) entsteht kein Finanzierungsrisiko, doch mit zunehmendem Verschuldungsgrad erhöht sich das Finanzierungsrisiko durch den Financial leverage.
Finanzierungsrisiken verstärken sich auch durch hohe Fremdkapitalquoten bei steigendem Zinsniveau, was sich auch auf andere Schuldenkennzahlen negativ auswirkt.

## Staat
Von Finanzierungsrisiken können alle öffentlichen Haushalte betroffen sein. Stellvertretend für alle soll der Staatshaushalt untersucht werden. Während die im Haushaltsplan veranschlagten Staatsausgaben weitgehend sicher vorhersehbar sind, hängt die Entwicklung der Staatseinnahmen von der geplanten Konjunkturentwicklung ab. Wenn das prognostizierte Wirtschaftswachstum geringer ausfällt oder gar ausbleibt und/oder Arbeitslosenquote und/oder Inflationsrate höher ausfallen als erwartet, sinken die Staatseinnahmen bei gleichzeitiger unerwarteter Erhöhung der Staatsausgaben (Sozialleistungen). Damit können im Staatshaushalt Finanzierungsrisiken aus konjunkturellen Gründen entstehen. Die Problematik wird verschärft, wenn Nettokreditaufnahmen zum Haushaltsausgleich erforderlich werden, die die Staatsverschuldung erhöhen und dadurch zu künftigen Finanzierungsrisiken beitragen. 
Die Erfahrung zeigt international, dass öffentliche Investitionen (etwa Infrastrukturprojekte) oft mit Finanzierungsrisiken verbunden sind, weil sich durch Bauzeitverzögerungen und/oder Nachträge Baukostenerhöhungen ergeben, die nicht im Finanzierungsplan vorgesehen waren.

## Privathaushalte
Finanzierungsrisiken werden oftmals wegen mangelnder oder fehlender finanzieller Allgemeinbildung nicht oder nicht umfassend erkannt. Werden sie frühzeitig erkannt, muss die private Finanzplanung denkbaren Finanzierungsrisiken vorbeugen. Sie entstehen, wenn die unvermeidbaren Ausgaben (aufgrund gesetzlicher oder vertraglicher Verpflichtung) die Einnahmen kurzfristig übersteigen. Dies kann einerseits aus sinkendem Einkommen (Arbeitslosigkeit) bei unverändertem Konsumverhalten resultieren, andererseits durch überhöhte Kredite, die einen nicht mehr tragbaren Schuldendienst zur Folge haben. Zu teure oder unnötige Anschaffungen müssen ganz oder teilweise durch Konsumkredite (bei Hausrat und Kraftfahrzeugen) oder Immobilienfinanzierungen (bei Wohnimmobilien) finanziert werden, die durch einen hohen Schuldendienst andere Ausgaben unmöglich machen. Übersteigt die Schuldendienstquote 40 % des jährlichen Bruttoeinkommens, so ergeben sich für den Privathaushalt erhebliche Finanzierungsrisiken, die zu Zahlungsunfähigkeit, Überschuldung, Kreditkündigung und letztlich zur Privatinsolvenz führen können. Ein weiteres Finanzierungsrisiko besteht darin, dass die Wohnungsmiete durch Wohnraummangel überproportional zum Einkommen steigen kann und die vertretbare Mietbelastungsquote von 40 % des jährlichen Nettoeinkommens übersteigt. Dieser Anteil lag 1970 noch bei 15,5 % und erreichte 2018 in Deutschland 27,2 %.

## Abgrenzung
Das – vom Wort her ähnlich klingende – Finanzrisiko ist ein ausschließlich bei Unternehmen vorkommendes Risiko, das sich aus Marktrisiko, Adressausfallrisiko, Liquiditätsrisiko und Gegenparteiausfallrisiko zusammensetzt und damit in einem anderen Zusammenhang verwendet wird. 